# كلارنس كيا
كلارنس كيا (بالإنجليزية: Clarence Kea)‏ مواليد 2 فبراير 1959 في ويلمينغتون، هو لاعب كرة سلة أمريكي معتزل. بدأ مسيرته الاحترافية في سنة 1980. تم اختياره من قبل فريق دالاس مافيريكس خلال الدرافت. حمل الرقم 53. يبلغ طوله 6 قدم 6 بوصة (2.0 م). اعتزل اللعب في 1994.

## المسيرة الاحترافية
لعب مع دالاس مافيريكس في موسم 1981–1982، ثم لعب مع فيرتوس روما في الدوري الإيطالي في موسم 1983–1984، ثم لعب مع ليموج سي إس بي في الدوري الفرنسي من سنة 1986 إلى 1988.

## روابط خارجية
- كلارنس كيا على موقع إن بي أي (الإنجليزية)
- كلارنس كيا على موقع سبورتس رفرنس (الإنجليزية)
- كلارنس كيا على موقع الدوري الإسباني لكرة السلة (الإسبانية)
- كلارنس كيا على موقع كلية كرة السلة في سبورتس رفرنس.كوم (الإنجليزية)
- كلارنس كيا على موقع ريلجم (الإنجليزية)
- كلارنس كيا على موقع بروبوليرز (الإنجليزية)
- كلارنس كيا على موقع سبورتس رفرنس (الإنجليزية)